# باري فليتشير
باري فليتشير (7 مارس 1935 - ) (بالإنجليزية: Barry Fletcher)‏ هو لاعب كريكت بريطاني.